# St. Laurentius (Viehbach)

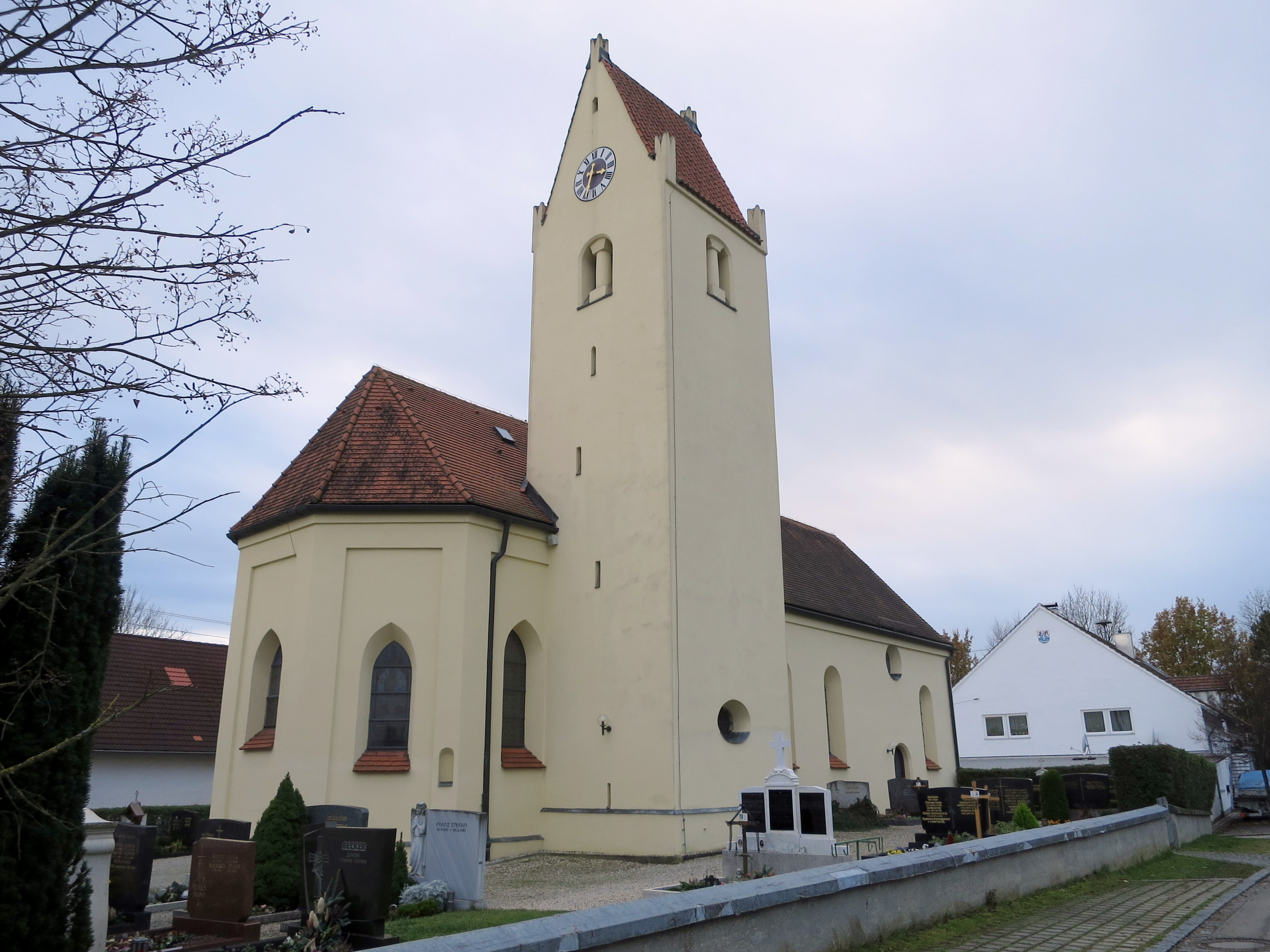
Die Filialkirche St. Laurentius

Die Filialkirche St. Laurentius im Ortsteil Viehbach der Gemeinde Fahrenzhausen liegt am nördlichen Dorfrand in einem ummauerten Friedhof. Der Bau stammt aus verschiedenen Zeitaltern und Stilepochen; von romanischen Mauerresten bis zu Ausstattungsteilen des historistischen 19. Jahrhunderts. Die Kirche in Viehbach wurde erstmals als eine Filialkirche der Pfarrei Vierkirchen 1315 erwähnt. Bei der Neugründung der Pfarrei Giebing im Jahr 1804 kam sie zu dieser Pfarrei. Das Bauwerk ist denkmalgeschützt unter der Aktennummer D-1-78-123-24 des Bayerischen Landesamtes für Denkmalpflege.

## Geschichte

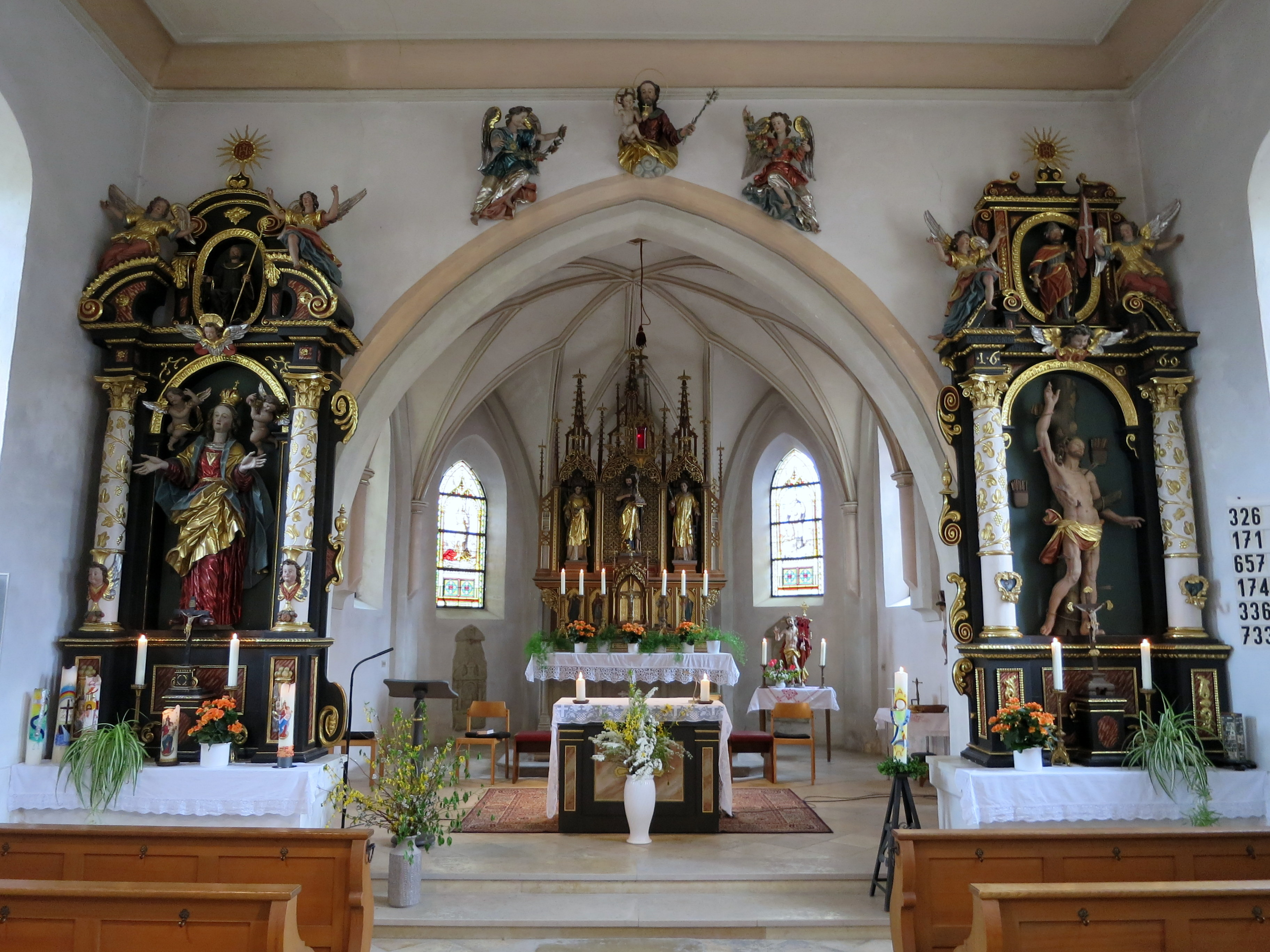
Der Chor ist gotisch mit neugotischem Altar, die Seitenaltäre sind barock

Eine Kirche in der Ortschaft wird erstmals 1315 erwähnt. Sie wird als eine Filialkirche der Pfarrei Vierkirchen beschrieben. 1524 wird erstmals das Laurentiuspatrozinium („s.Laurentii in Viechpach“) genannt.
1630 wurden das Chorfenster vergrößert, das Langhauspflaster erneuert und die Friedhofsmauer von Melchior Winckhler aus Wessobrunn instand gesetzt. In einer späteren Kirchenrechnung ist auch die Weihe von drei Altären durch Fürstbischof Johann Franz Eckher von Kapfing und Liechteneck (1695–1727) erwähnt. 1669 waren die beiden Seitenaltäre, die Figurengruppe über dem Chorbogen und die Kanzel erneuert worden. Die neue Weihe des Choraltars könnte noch eine Auswirkung des Dreißigjährigen Kriegs (Entweihung der Altäre durch Soldaten) gewesen sein.
Im Jahr 1804 wurde die damalige Kuratie Giebing mit ihrer Filiale Kammerberg eine eigenständige Pfarrei. Dazu kam auch die Filialkirche Viehbach, die zuvor nicht zur Kuratie Giebing gehört hatte und bis dahin unmittelbar aus Vierkirchen seelsorgerisch versorgt worden war. 1817 wohnten in Viehbach 118 Gläubige in 26 Häusern. Damals gehörte Viehbach noch zum Landgericht Dachau (entspricht in etwa dem heutigen Landkreis). 
1890 verlängerte man die Kirche nach Westen und ersetzte dabei den barocken Choraltar durch einen neugotischen Altar, der heute noch besteht.

## Ausstattung
Die Ausstattung ist wie in vielen Dorfkirchen recht vielgestaltig und farbenfroh. Trotz der Stilunterschiede ergibt sich ein recht harmonischer Eindruck.

### Gotischer Chor

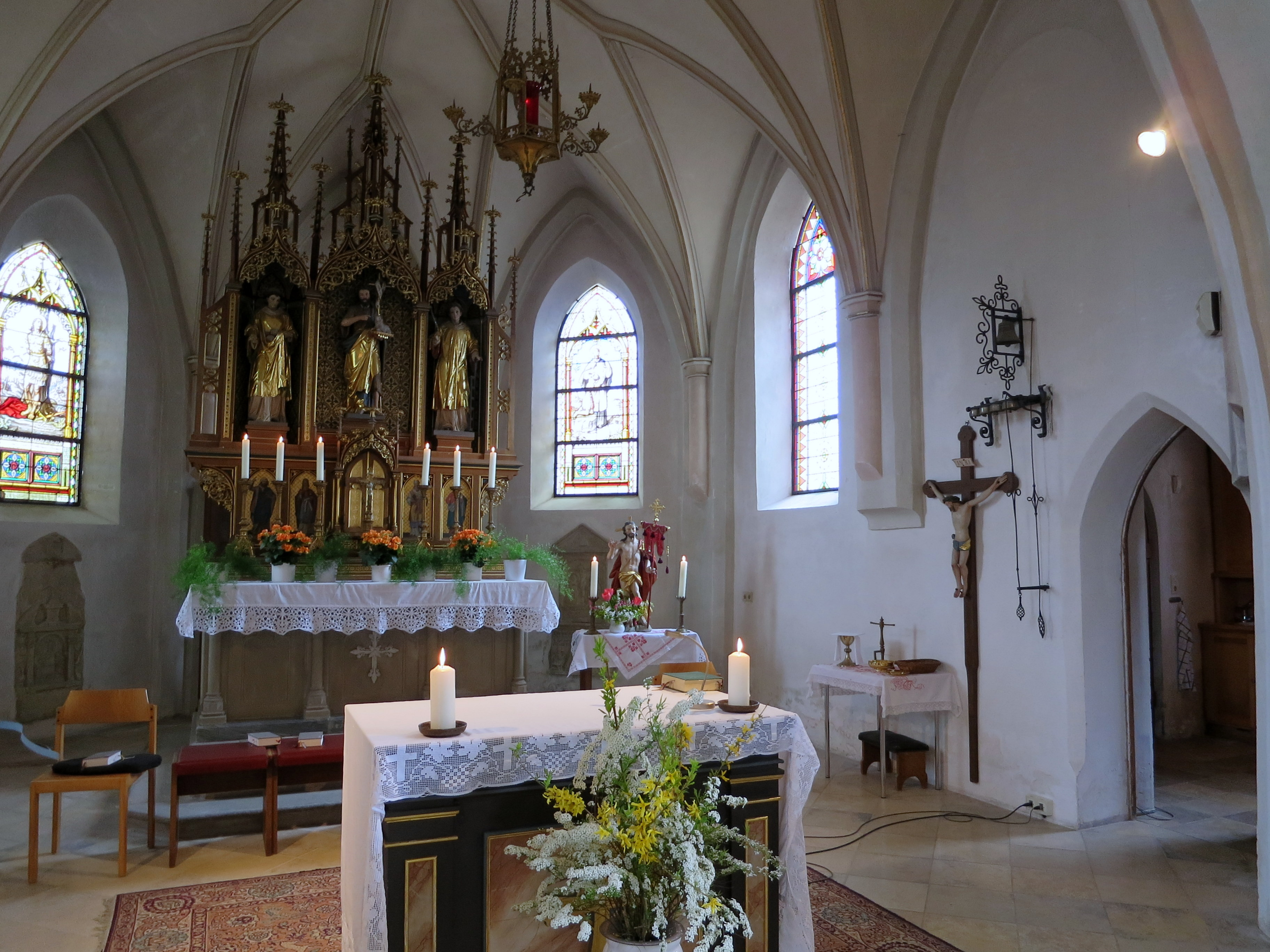
Blick in den gotischen Chor mit dem Altar von 1890

Der Altarraum ist nur gering eingezogen und schließt mit drei Seiten eines Achtecks. Er stammt aus gotischer Zeit und besitzt ein Netzgewölbe. Die Rippen sind gut sichtbar und enden nicht auf Konsolen, sondern in Halbsäulen (Diensten). Im Mittelteil ist in einem Stuckrahmen das Auge Gottes im Strahlenkranz zu sehen.
Der Hochaltar  (Choraltar) besitzt ein neugotisches Retabel aus Eichenholz, das teilweise mehrfarbig gefasst ist. Im Mittelteil sind drei Nischen eingearbeitet. Das Retabel ist oben mit reichem Maßwerk geschmückt und mit Fialen gekrönt. Der Altar ist zweieinhalb Meter breit und raumhoch, er stammt aus dem Ende des 19. Jahrhunderts, aus dem Zeitalter des Historismus. Die Einweihung fand am 1898 durch Erzbischof Franz Josef von Stein statt.
In den Nischen des Hochaltars stehen – ebenfalls neugotische – Figuren der hll. Stephanus (links), Johannes des Täufers  und des Kirchenpatrons Laurentius.
An der Nordwand des Altarraums stehen zwei spätgotische Figuren auf Postamenten: östlich der hl. Wendelin im Hirtengewand mit einer Schäferschaufel in der Hand und einem kleinen Schaf zu seinen Füßen, westlich die hl. Katharina. Diese Königstochter aus Zypern soll im Jahr 306 wegen ihres Glaubens ausgepeitscht, gerädert und – als das Rad zerbrach – enthauptet worden sein. Gegenüber an der Südwand hängt ein Kruzifix aus dem 17. Jahrhundert.

### Barockes Langhaus
Das Kirchenschiff besitzt eine Flachdecke, die mit einem großen Deckenfresko geschmückt ist. Unmittelbar vor dem Chorbogen befindet sich das Heiliggeistloch in Vierpassform, das mit einem Deckel verschlossen ist. Auf den Deckel ist eine Heilig-Geist-Taube im Strahlenkranz gemalt.
Das Gemälde zeigt den Kirchenpatron, den heiligen Laurentius zwischen Vertretern des römischen Kaisers Valerian und Bedürftigen stehend. Das Thema ist der Legende um das Martyrium von St. Laurentius entnommen.
Die beiden Seitenaltäre besitzen prächtige frühbarocke Säulen-Aufbauten. Während die mit vergoldeten Weinreben geschmückten Säulen mit korinthischen Kapitellen hell marmoriert sind, bestehen die Aufbauten aus schwarzem Holz mit viel goldfarbenem Dekor. Beim ersten Eindruck glaubt man, zwei gleiche Altäre vor sich zu haben, doch ein genauer Blick ergibt, dass sich die beiden Altäre auch nicht in einem Detail gleichen.
Sie wurden wohl auch nicht zugleich, sondern nacheinander hergestellt. Der linke Marien-Altar war schon 1668 fertig. Dafür sprechen zum einen die Kirchenrechnung, nach der der junge Bildhauer  Christian Handschuher (1651–1731) für die Erstellung eines Seitenaltars 35 Gulden erhielt, zum anderen die Lebensdaten des Malers Johann Adam Holzmair (1627–1668), der den Altar als sein letztes Werk für ein Salär von 67 Gulden fasste und 1668 starb. Der rechte Sebastians-Altar dürfte erst 1669 entstanden sein. Jedenfalls ist diese Datierung dort in großen Ziffern am Gebälk angebracht.
An den Wänden des Kirchenschiffs sind auch einige Figuren angebracht, ein hl. Ulrich, ein hl. Laurentius, ein hl. Stephanus und ein Altöttinger Marien-Gnadenbild. Weiterhin gibt es einen hl. Antonius mit Kind und ein Jesukind mit einem Reichsapfel.

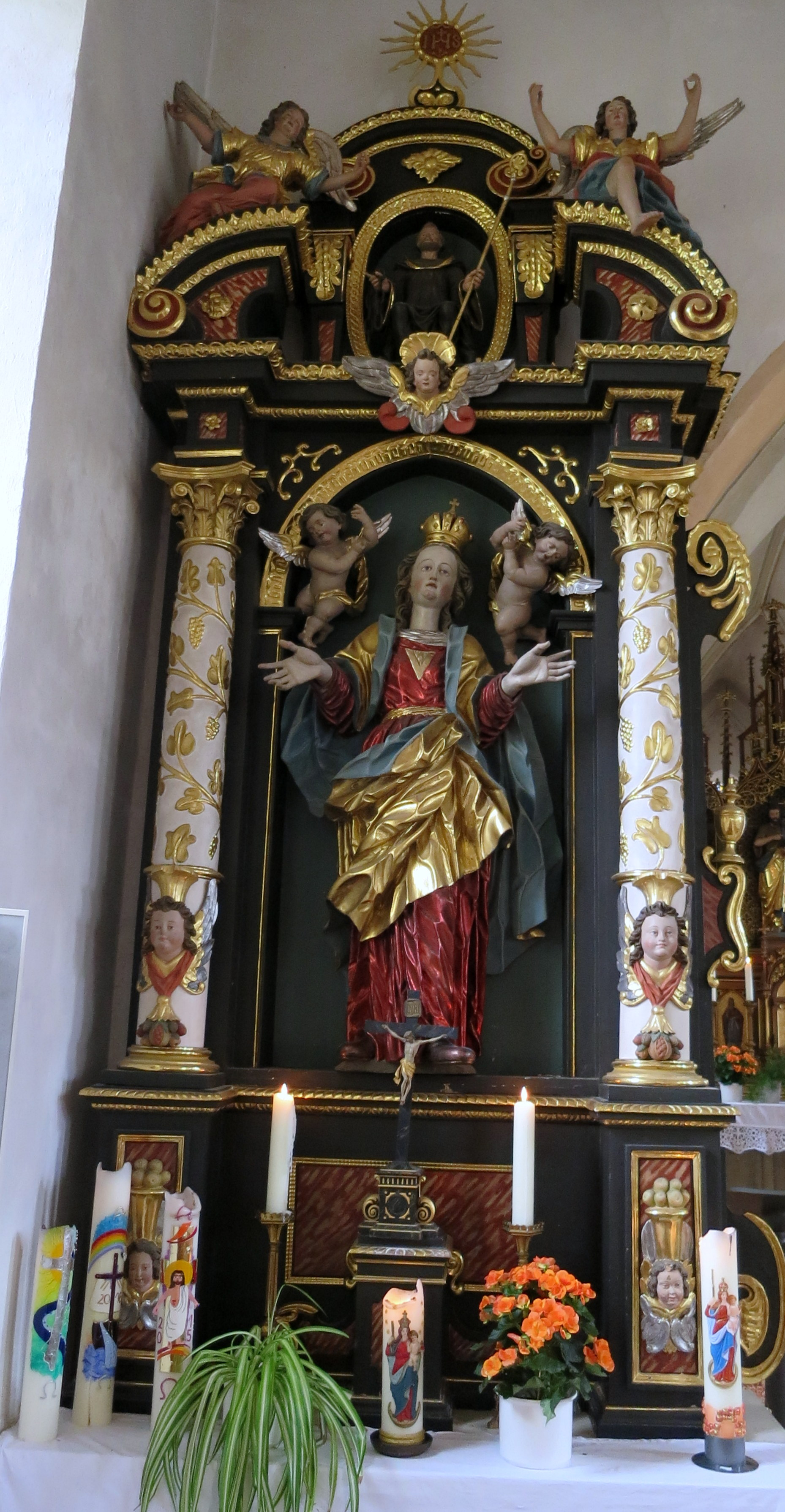
Der linke Seitenaltar, Maria geweiht
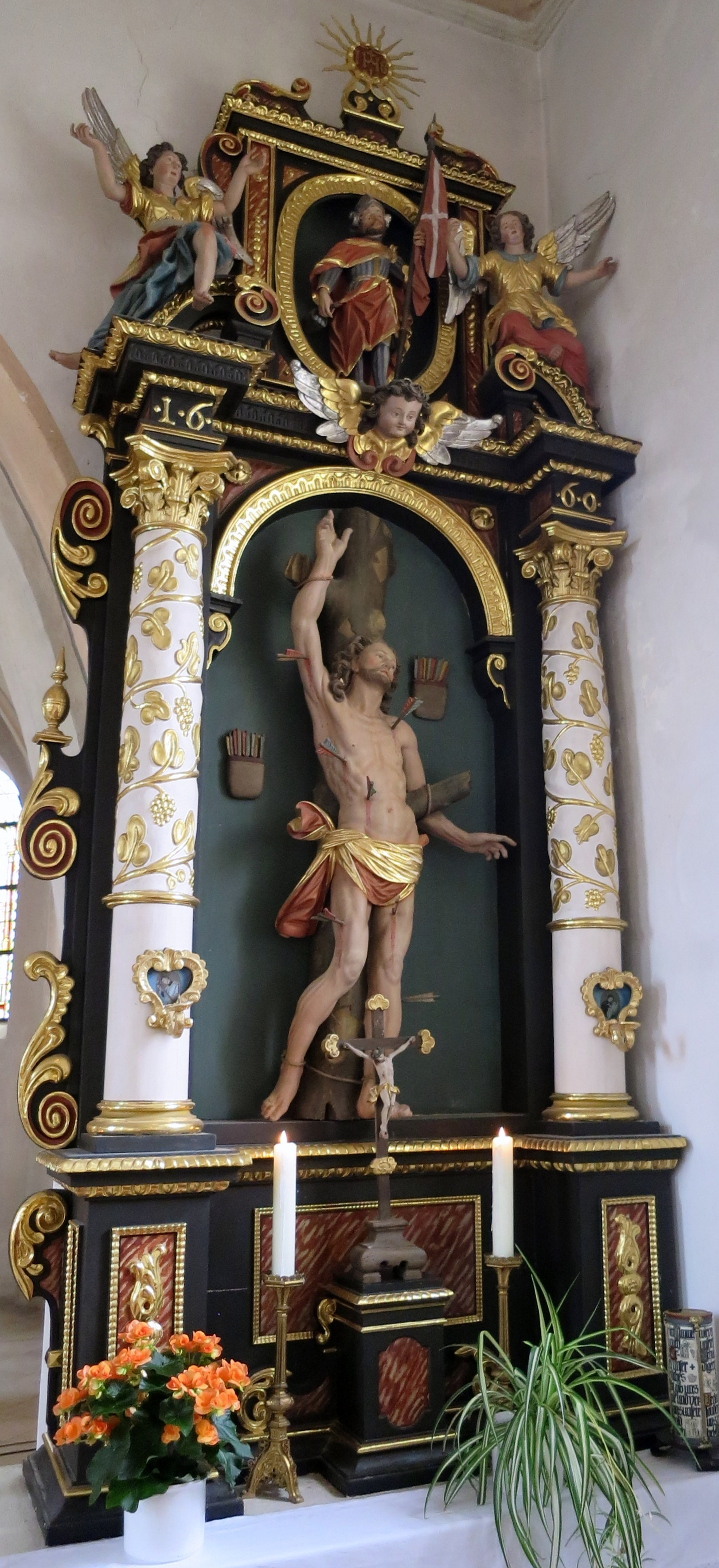
Der rechte Seitenaltar, Sebastian geweiht
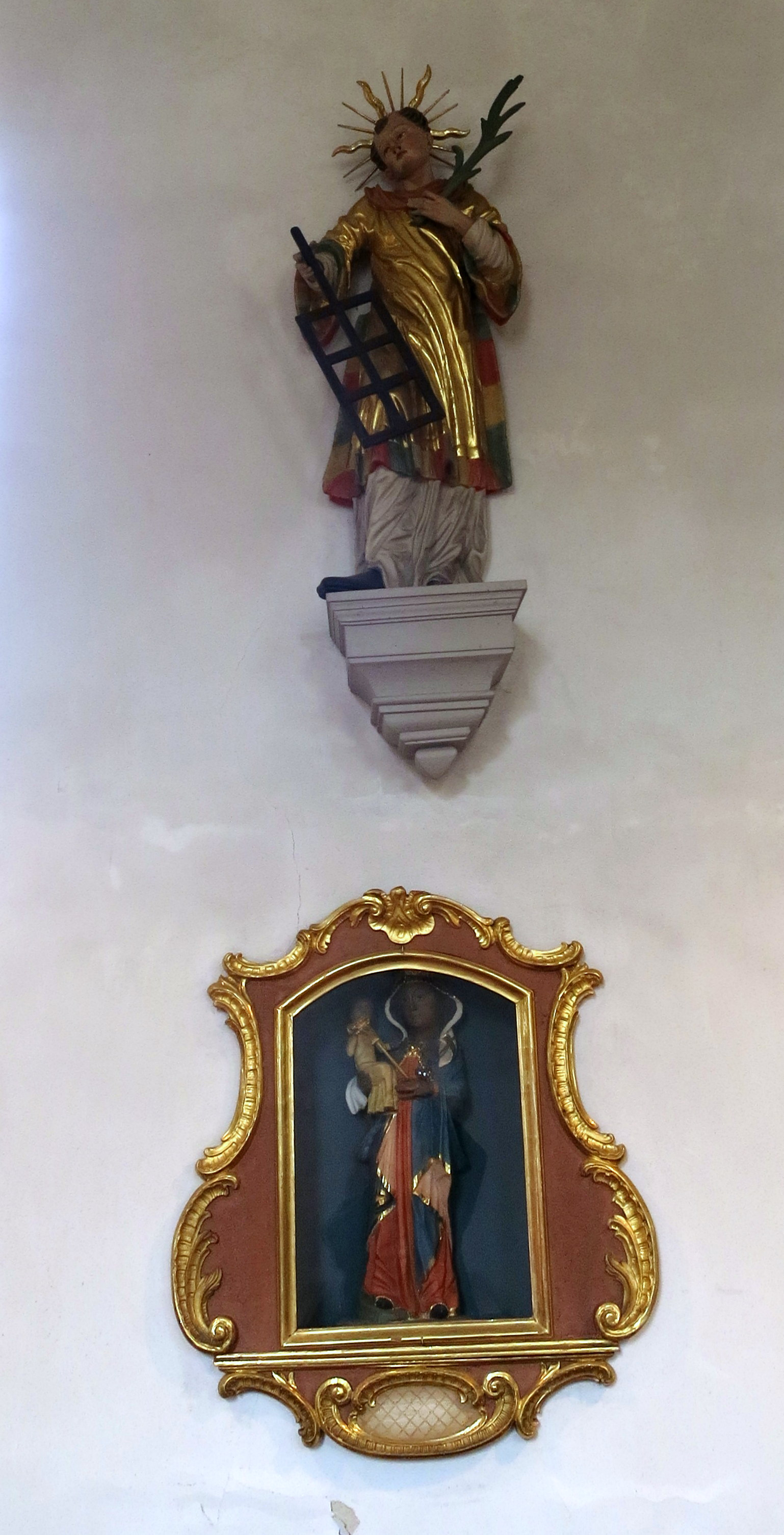
Der Hl. Laurentius an der Wand des Langhauses
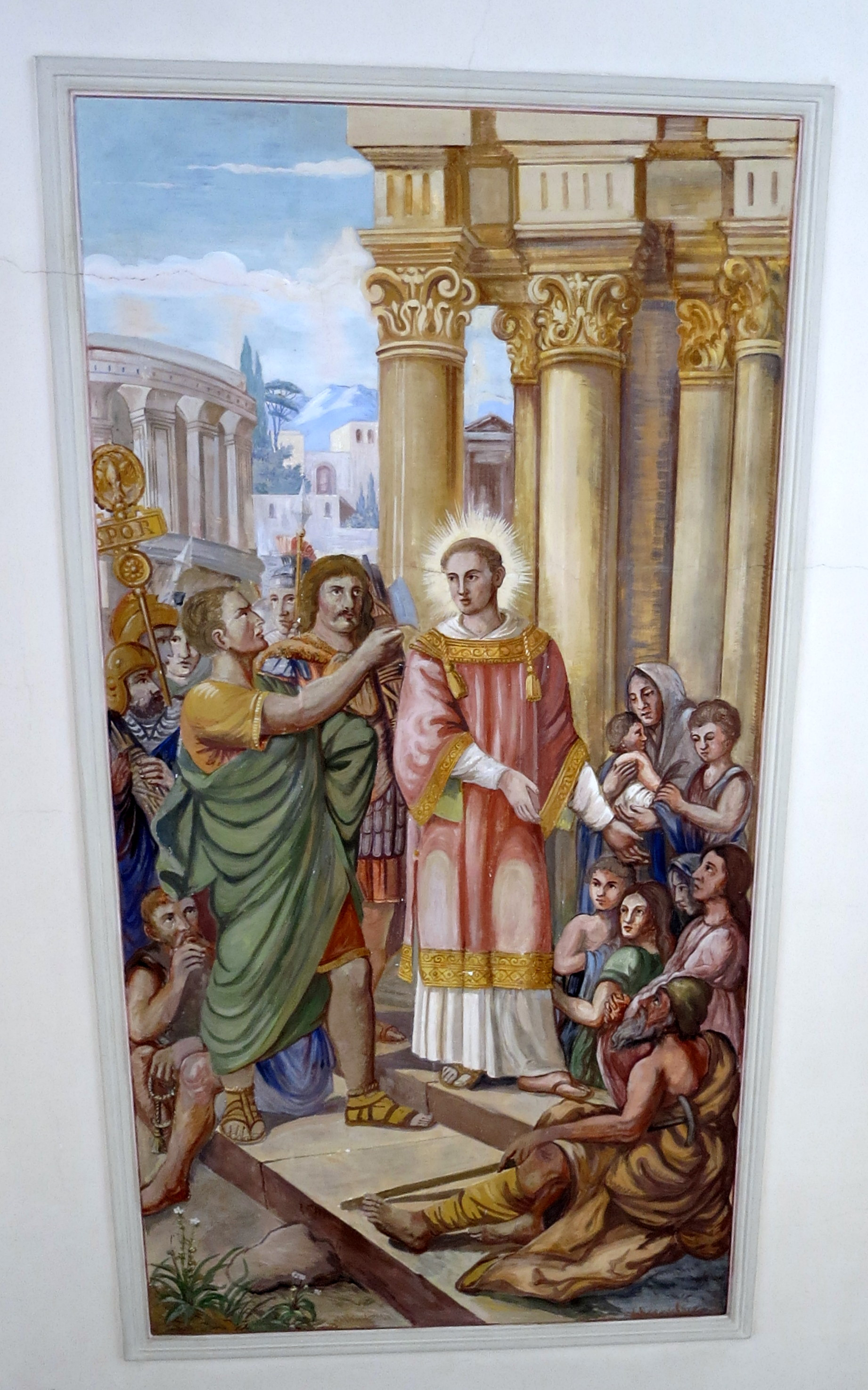
Der Hl. Laurentius auf dem Deckenfresko
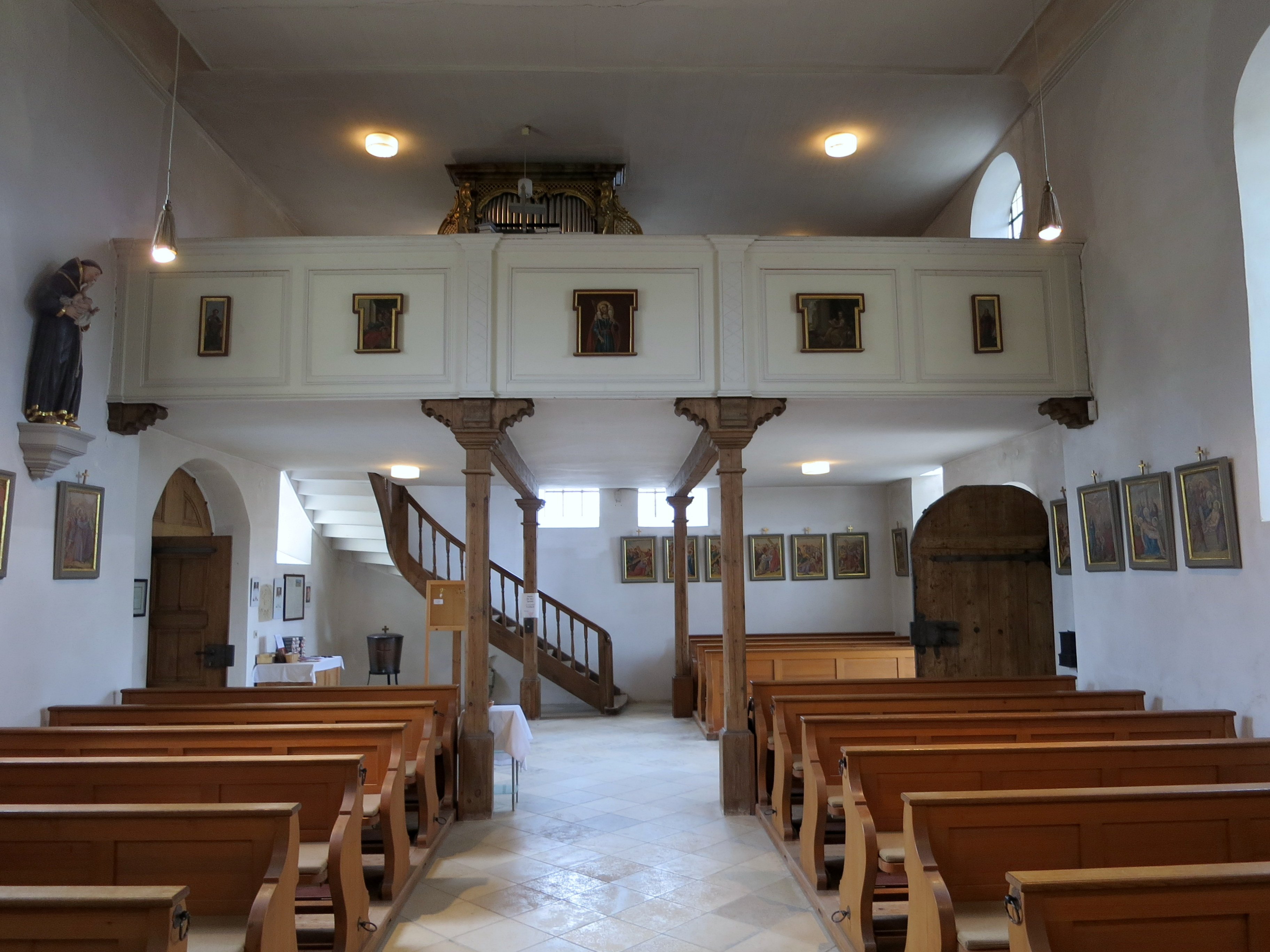
Blick zur Orgelempore, Ende des 19. Jahrhunderts eingebaut
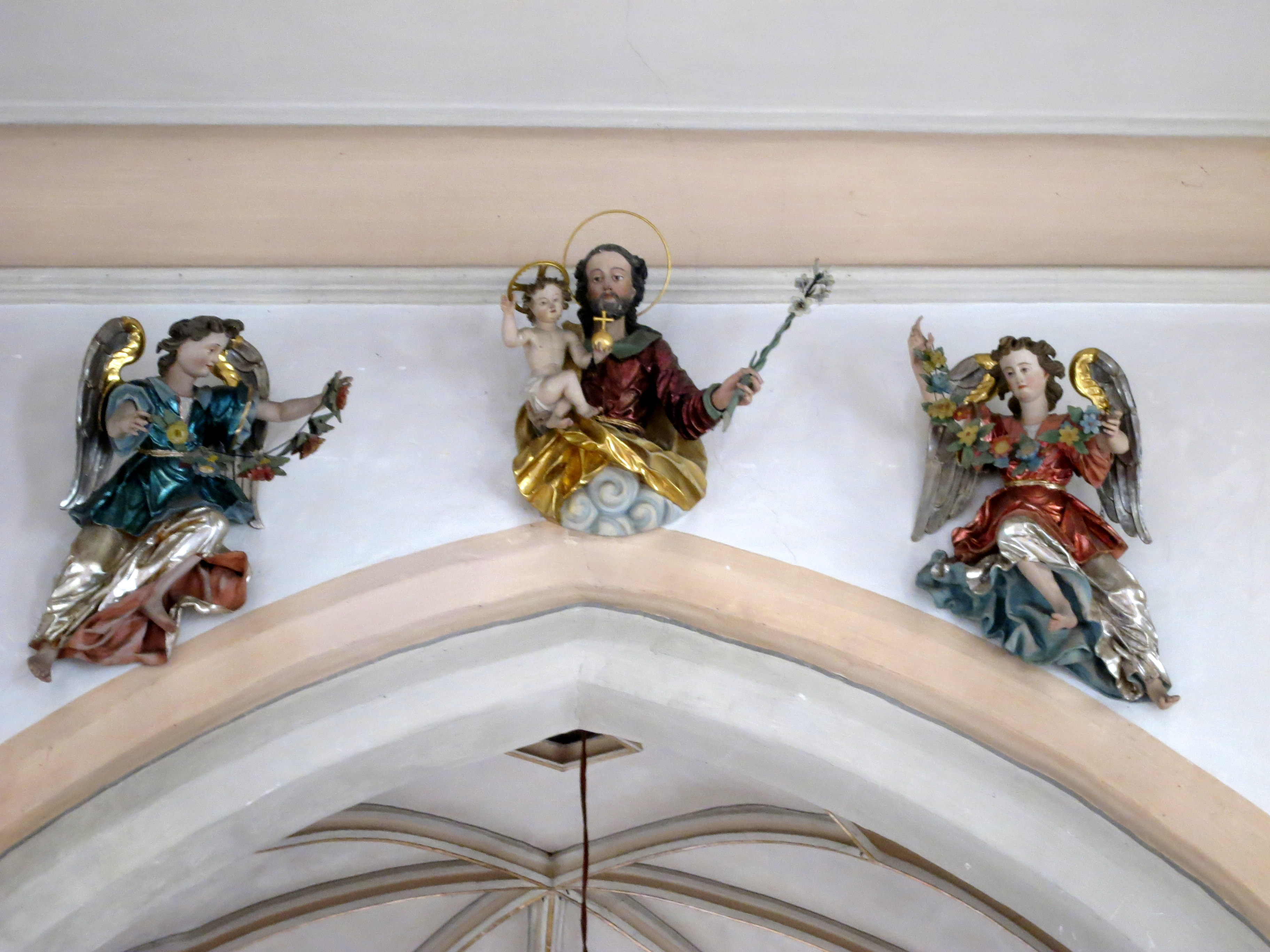
Figuren über dem Chorbogen
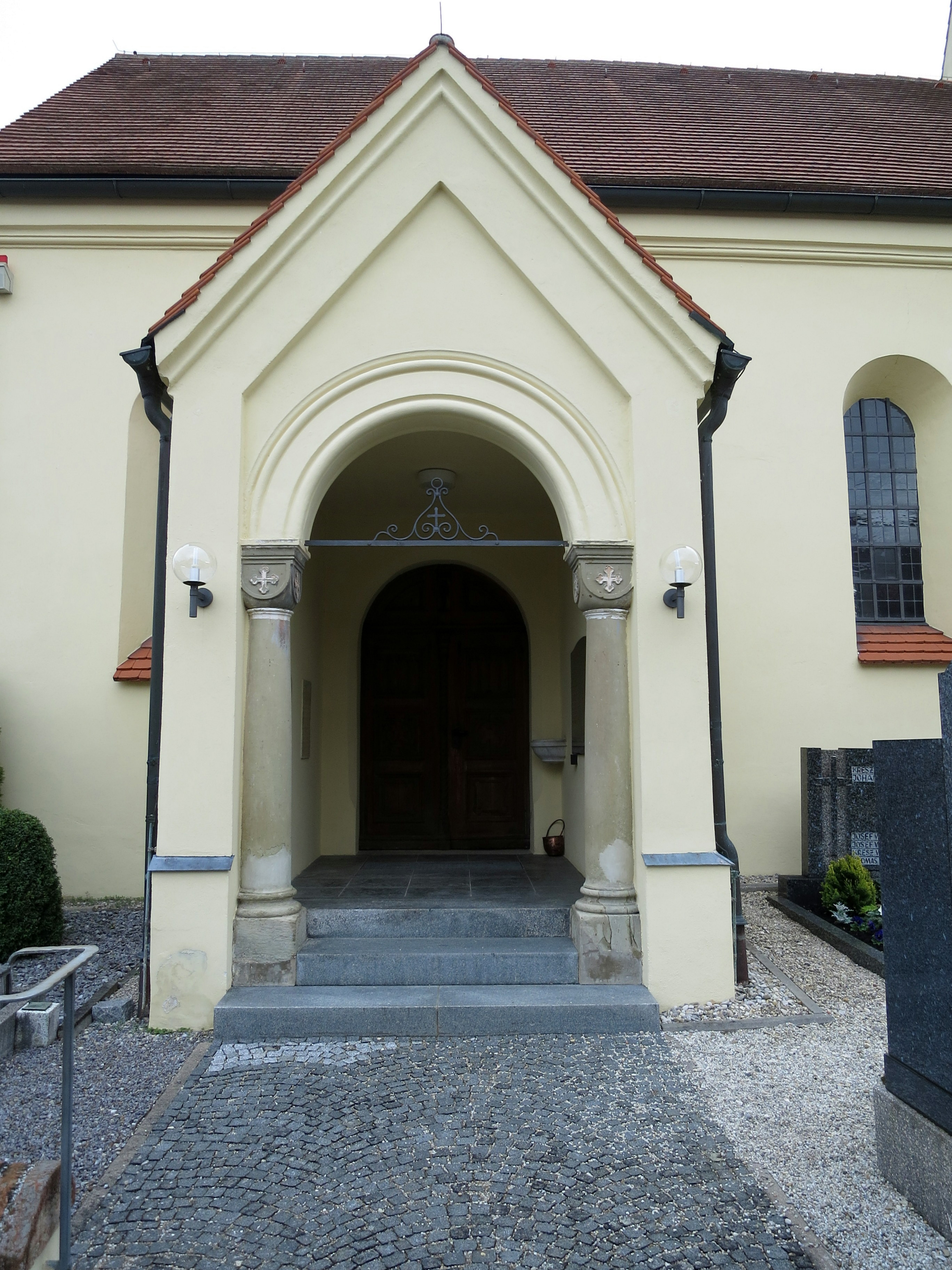
Neoromanische Säulen am Vorbau
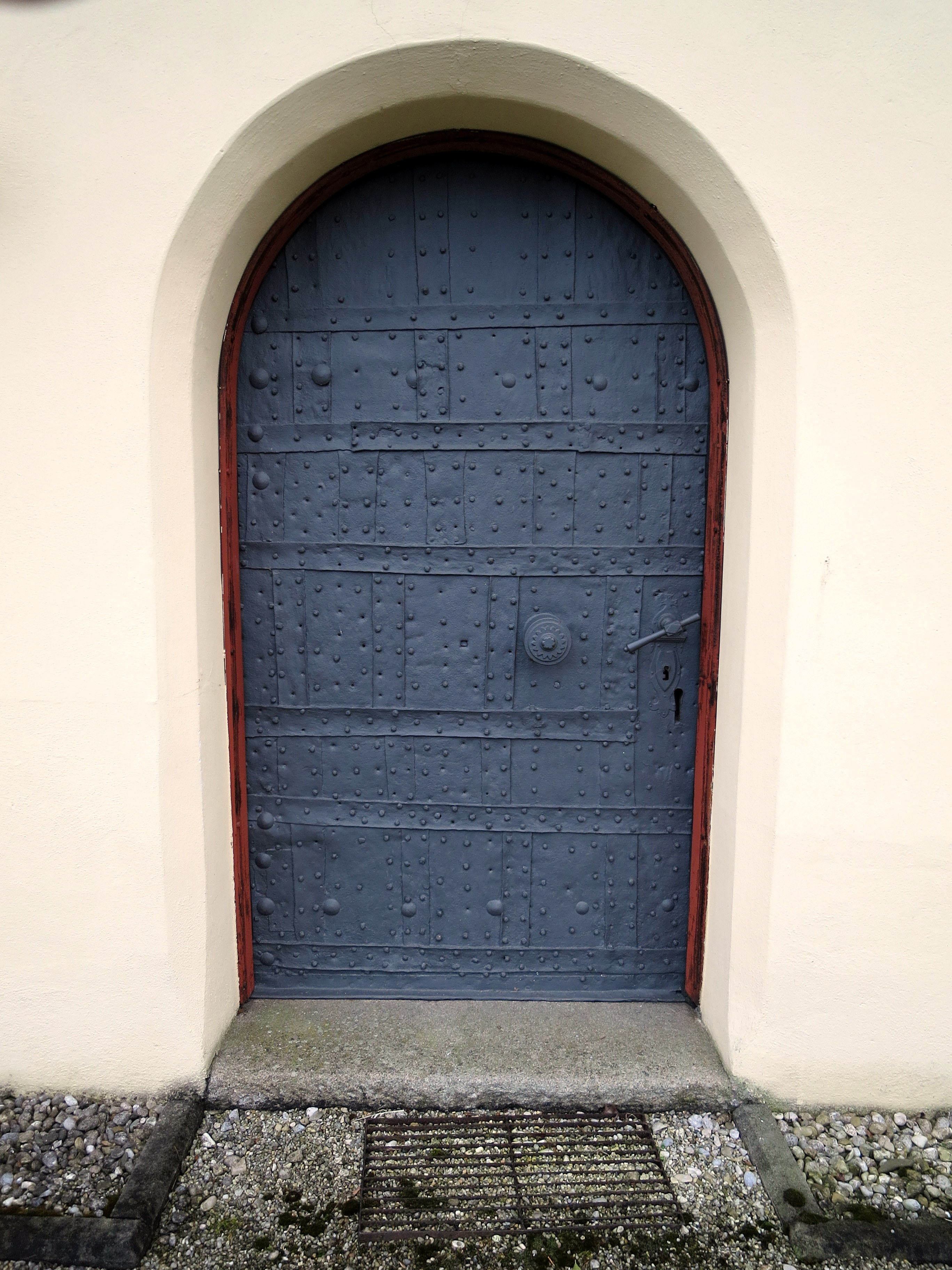
Mit Blech beschlagene Eingangstür

### Ausstattung des 19. Jahrhunderts
Der neogotische Choraltar ist schon oben erwähnt.
Die 14 Kreuzwegstationen sind im hinteren Bereich der Kirche konzentriert. Es handelt sich um Ölgemälde auf Leinwand, die in der 1. Hälfte des 19. Jahrhunderts im damals beliebten Nazarenerstil erstellt wurden. Der Maler ist nicht bekannt.
Die tiefe Empore am Ende des Kirchenschiffs wurde im Rahmen des Erweiterungsbaues um 1890 errichtet. Sie ruht auf vier Stützpfeilern. Das neubarocke, marmorierte Orgelgehäuse besitzt reiche Blattwerkdekoration. Der Prospekt ist geschwungen. Die Orgel selbst wurde von der Firma Siemann im Jahr 1912 erstellt. Sie hat zwei Manuale und insgesamt sieben Register.

## Baudenkmal
Als geschütztes Baudenkmal, gelegen in der St.-Laurentius-Straße 9, wird die Kirche folgendermaßen beschrieben:
„Katholische Filialkirche St. Laurentius, kleiner Saalbau mit leicht eingezogenem polygonalem Chorabschluss, Chorflankenturm und angefügter Sakristei, romanisches Langhaus, 12. Jahrhundert, Chor 15. Jahrhundert, um 1890 erweitert; mit Ausstattung. Aktennummer D-1-78-123-24.“